# Kamiranzovu (vattendrag i Burundi, Ruyigi, lat -3,45, long 30,09)
Kamiranzovu är ett vattendrag i Burundi.   Det ligger i provinsen Ruyigi, i den centrala delen av landet, 80 kilometer öster om huvudstaden Bujumbura.
Omgivningarna runt Kamiranzovu är en mosaik av jordbruksmark och naturlig växtlighet. Runt Kamiranzovu är det ganska tätbefolkat, med 111 invånare per kvadratkilometer.